# Merionoeda marginalis
Merionoeda marginalis là một loài bọ cánh cứng trong họ Cerambycidae.